# زیارتجاه (نیک‌شهر)
زیارتجاه، روستایی در دهستان هیچان بخش مرکزی شهرستان نیک‌شهر در استان سیستان و بلوچستان ایران است.

## جمعیت
بر پایه سرشماری عمومی نفوس و مسکن در سال ۱۳۹۵ جمعیت این روستا ۳۵۸ نفر (۱۰۹ خانوار) بوده است.